# Willem Amsinck
Wilhelm Amsinck (genannt Willem, * um 1542 in Deventer; † 19. Dezember 1618 in Hamburg) war ein niederländisch-deutscher Kaufmann und Stammvater der Hamburger Hanseaten-Familie Amsinck.  

## Leben
Amsinck kam vermutlich um 1576 als lutherischer Glaubensflüchtling aus dem von den katholischen Spaniern besetzten Deventer nach Hamburg und erwarb dort zwischen 1591 und 1596 das Bürgerrecht. Er widmete sich wie zuvor schon dem Tuchhandel und kam so zu einem ansehnlichen Vermögen. Er kaufte ein Landhaus in Billwerder sowie einen weiteren Hof zwischen dem Damm- und Millerntor, dazu ein Erbbegräbnis in St. Petri. Als ehrbarer Kaufmann wirkte er selbstverständlich auch für das Gemeinwohl, so gehörte er zu den Mitbegründern der bis heute bestehenden Niederländischen Armen-Casse, war Jurat an St. Petri und gehörte 1604 der Kommission zur Gründung eines Werk- und Zuchthauses an, dessen ehrenamtliche Leitung er 1616/17 ebenfalls innehatte. Von 1608 bis 1613 wirkte er zudem als Vorsteher des Waisenhauses.
Seiner Ehe mit Henrica van de Rouse entsprossen neun Kinder, von denen nur drei das Erwachsenenalter erreichten, darunter seine Söhne Rudolf (1577–1636) und Arnold (1579–1656).